# 子泣爺爺
子泣爺爺（日语：子泣き爺），又稱兒啼爺（日语：児啼爺），是日本德島縣傳說妖怪。
在日本四國深山中若看到地上有個在哭泣但臉孔是老人的嬰兒，即是妖怪子泣爺爺。若有人覺得它可憐將它抱起時，它便會緊纏著不放並且慢慢將它的體重變重，最後將同情它的陌生人壓垮奪取性命。。
傳說若真的把越來越重的子泣爺爺給抱起來的話，便會得到一種怪力，在旁人看來像是長了四隻手似的。